# 玛丽亚·松德
玛丽亚·松德（瑞典語：Maria Sund，？—），瑞典女子高山滑雪运动员。她曾代表瑞典参加1992年冬季残疾人奥林匹克运动会高山滑雪比赛，获得女子回转LW5/7、6/8级银牌。